# Incidències a Rodalies Barcelona
Les incidències a Rodalies Barcelona són una sèrie de nombroses avaries i alteracions al servei de Rodalies Barcelona (ara denominat Rodalies de Catalunya) causades o empitjorades per les obres de construcció de la línia d'Alta Velocitat Madrid-Barcelona, que van obligar a introduir la denominada Devolució Xpress, que facilita la devolució de bitllets als viatgers que pateixin retards de més de quinze minuts. A la vegada, el Ministeri de Foment va prometre augmentar les inversions en les infraestructures ferroviàries. Entre 1990 i 2018 l'Estat va invertir 3.700 milions d'euros a la xarxa de Rodalies de l'Estat, dels quals un 47%, es va destinar a Madrid, i un 17%, a Catalunya. La manca d'inversió permanent a la xarxa de rodalies va provocar que mentre a Madrid es van registrar 1.000 incidències en la xarxa ferroviària de rodalies el 2024, a Catalunya es va arribar a unes 10.000.

## Caos de 2007
Principalment els problemes van incidir en la xarxa operada per Renfe Operadora i propietat d'ADIF, però de retruc també van afectar les línies Llobregat-Anoia de Ferrocarrils de la Generalitat de Catalunya (FGC).
Les incidències més greus van començar el 15 d'octubre de 2007 quan un arrossegament de materials provocà un esvoranc, per les obres de l'AVE realitzades per l'empresa OHL, a l'estació de Bellvitge. L'esvoranc provocà que en el tram Bellvitge-Sants només es pogués utilitzar una via, afectant a les línies R2 i R10 a més d'altres que passen per altres corredors com R1 i R7. La R10 es va veure substituïda per autobusos.
Dos dies més tard, el 17 d'octubre, un segon esvoranc en el mateix tram (Bellvitge-Sants) provocà que Renfe modifiqués alguns dels seus serveis. El 18 d'octubre el Ministeri de Foment descartà parar les obres de l'AVE però es plantejava tancar temporalment una de les vies de Rodalies. Una decisió, que per la seva magnitud, sense precedents, ja que es tracta de la ruta ferroviària més transitada. La Generalitat de Catalunya i l'Ajuntament de Barcelona hi estaven d'acord, però només en privat i sota algunes condicions, una d'elles que l'anunci el fes Foment. Fons pròximes a les obres asseguraven que la pantalla que havia d'aïllar els treballs de l'AVE de la xarxa de Rodalies fou executada incorrectament. L'Administrador d'Infraestructures Ferroviàries (Adif) va demanar fins a 35 cops per carta a la constructora OHL que fes canvis en la manera de construir el túnel de Bellvitge on hi van haver esvorancs continuats, fet que va obligar a tancar les vies de rodalia i que paralitzà les obres del tren d'alta velocitat (TAV).
El dissabte 20 d'octubre de 2007 el moviment d'un mur-pantalla, una estructura de formigó que es va desplaçar a l'alçada del polígon Gornal de l'Hospitalet, va provocar el tancament total del tram Gavà-Sants (línia R2 i part de la R10). Al lloc de l'incident, la línia d'alta velocitat passa per sota del túnel dels FGC (línia Llobregat-Anoia) i el traçat de Rodalies just per sobre.
Atès que no es donaven les condicions de seguretat es va decidir tallar la circulació dels trens. El secretari de Mobilitat de la Generalitat, Manel Nadal, qualificava la situació de greu i el secretari d'Estat d'Infraestructures, Victor Morlán, ja no s'ha atrevia a reafirmar la data del 21 de desembre per proclamar la inauguració oficial de l'arribada de l'AVE a Barcelona. La prioritat a partir d'aquell moment va ser restablir el servei de rodalia que en un principi s'havia suspès per només una setmana.
Les línies afectades directament foren: R2, la R10 i la línia Llobregat-Anoia. A la línia 2, el recorregut entre les estacions de Sants i Gavà va quedar totalment suspès i es va habilitar un servei alternatiu d'autobusos, igual que a la línia 10. La línia de FGC, afectada al Gornal (Bellvitge), es recomanava utilitzar la línia 1 del Metro de Barcelona i a més es va posar un servei alternatiu d'autobusos. A Sants no hi havia prou espai per als 210-220 autobusos que es van mobilitzar i es va establir com a parada final l'avinguda Reina Maria Cristina a la Plaça Espanya. De forma indirecta també quedà afectada la línia 7 i les línies de mitjana i llarga distància. Al principi es preveia que el servei de FGC es veuria tancat durant dos mesos.
El 26 d'octubre s'enfonsà un tram de deu metres de llarg de l'andana de Bellvitge. L'incident no va provocar cap dany personal, ja que l'estació es veia tancada pel tall de rodalies. I fruit d'aquest accident Adif va paralitzar l'excavació del túnel de l'AVE a l'Hospitalet de Llobregat.
Com a conseqüència de totes les incidències, es van haver de substituir els serveis per autobusos i enllaços amb el metro. Més de 160.000 persones es van veure afectades pels talls, convertint l'Estació de Sants, Plaça Espanya i l'Estació de Gavà, des d'on sortien els autobusos, en un caos. I raonablement, també afectà en un retard considerable de la inauguració de la LAV Madrid-Barcelona. El Ministeri de Foment va respondre amb la gratuïtat dels bitllets per les línies de Renfe damnificades fins que arribés l'AVE. Els usuaris de FGC van rebre 1 bitllet gratis per cada 3 que compressin.
El servei a Rodalies es va reiniciar el dissabte 1 de desembre de 2007, després de 40 dies, i es van continuar les obres de l'AVE. Mentre que el servei de la línia Llobregat-Anoia no es va restablir fins al febrer de 2008, després de quatre mesos.

## Dèficit d'inversió permanent
En 2024 es calculava que la ràtio empleat per quilòmetre de xarxa era de 2 a Renfe, per 10 a Ferrocarrils de la Generalitat de Catalunya (FGC) i 32 a Transports Metropolitans de Barcelona (TMB), i que la ràtio empleat/cotxe-km era de 26 a Renfe, per 51 de FGC i 41 a TMB, i la xarxa patia molt vandalisme, grafitis, robatoris de coure i agressions al personal de seguretat.
Entre 1990 i 2018 l'Estat va invertir 3.700 milions d'euros a la xarxa de Rodalies de l'Estat, dels quals un 47%, es va destinar a Madrid, i un 17%, a Catalunya. La manca d'inversió permanent a la xarxa de rodalies va provocar incidències constants que van empitjorar el març amb la reobertura del servei ferroviari entre Tarragona i Barcelona després de les obres al túnel de Roda de Berà. Mentre a Madrid es van registrar 1.000 incidències en la xarxa ferroviària de rodalies, el 2024, a Catalunya es va arribar a unes 10.000.
El febrer de 2025, la consellera de Territori, Sílvia Paneque, i la secretària general d'ERC, Elisenda Alemany, anunciaven en roda de premsa, un any més tard del previst inicialment, un nou acord a partir del qual s'aprovava el model de la nova operadora pública mixta entre Generalitat i Estat, que quedaria formalment constituïda durant l'any 2025, i que passaria a gestionar ja tot el sistema de Rodalies de Catalunya en substitució de Renfe a partir de l'1 de gener de 2026. Es tractava, segons van dir, d'un procés paral·lel al del traspàs de les línies i les infraestructures ferroviàries.
El caos a Rodalies, amb incontables incidències, cancel·lacions i vagues, va provocar que Renfe apartés de les seves funcions a finals de març de 2025 al director de Rodalies a Catalunya Antonio Carmona, sense destituïr-lo, i van passar al director operatiu del servei, Josep Enric García Alemany, i la consellera Paneque fou reprovada pel Parlament en 27 de març de 2025, que demanà al president Salvador Illa la seva destitució per la seva mala gestió en l'escalada d'Incidències a Rodalies Barcelona i d'Adif dels darrers mesos. Renfe va apartar dos treballadors del centre de gestió, dels que un d'ells va acabar acomiadat, acusats de boicotejar intencionadament el servei ferroviari, donant informació incorrecta perquè els trens no circulessin.